# Самсун (вилает)
Вилает Самсун (на турски: Samsun ili) е вилает в северна Турция на Черно море, с обща площ от 9725 квадратни километра. Според оценки на Статистическия институт на Турция към 31 декември 2019 г. населението на вилаета е 1 348 542 души. Поделя се на 17 околии. Административен център е град Самсун.

## География
Общата площ на вилаета е 9725 км2, от тях 1674 км2 има околия Везиркюпрю, който е най-голяма по площ. На север вилаета граничи с Черно море, на запад с вилает Синоп, на изток с вилает Орду и на юг с вилаетите – Амасия, Токат и Чорум. Разположен е в централната част на Черноморския регион, от запад на изток се простира планината Чаник. По-големи реки които преминават през вилаета са Къзълърмак и Йешилърмак, те се вливат в Черно море, с годините те са образували две големи делти. Крайбрежието на град Самсун е придобило характера на широк залив. Върху двата носови издатини в западните и източните посоки на кварталите Атакум и Илкадъм е образуван втори, по-малък залив. От територията на вилаета 45 % са планини, 37 % са плата, а 18 % равнини.

## Административно деление
Вилает Самсун се поделя на 17 околии.
| Околия        | Площ (в км2) | Численост на населението | Численост на населението | Численост на населението | Гъстота на населението (в души/км2, към 31 декември 2019 г.) |
| Околия        | Площ (в км2) | 31 декември 2009 г.      | 31 декември 2013 г.      | 31 декември 2019 г.      | Гъстота на населението (в души/км2, към 31 декември 2019 г.) |
| Вилает Самсун | 9083         | 1 250 076                | 1 261 810                | 1 348 542                | 148,50                                                       |
| Алачам        | 620          | 30 351                   | 28 162                   | 25 430                   | 41,02                                                        |
| Асарджък      | 240          | 19 068                   | 17 783                   | 16 778                   | 69,91                                                        |
| Атакум        | 400          | 116 503                  | 149 226                  | 215 633                  | 539,10                                                       |
| Айваджък      | 390          | 25 087                   | 22 444                   | 20 443                   | 52,42                                                        |
| Бафра         | 1400         | 145 393                  | 142 812                  | 142 761                  | 102,00                                                       |
| Джаник        | 260          | 89 758                   | 93 721                   | 99 149                   | 381,30                                                       |
| Чаршамба      | 780          | 138 527                  | 136 184                  | 138 544                  | 177,60                                                       |
| Хавза         | 840          | 45 933                   | 42 791                   | 39 656                   | 47,21                                                        |
| Илкадъм       | 160          | 311 885                  | 312 248                  | 338 614                  | 2116,00                                                      |
| Кавак         | 700          | 21 559                   | 20 604                   | 21,074                   | 30,11                                                        |
| Ладик         | 520          | 18 022                   | 17 230                   | 16 368                   | 31,48                                                        |
| Ондокузмайс   | 230          | 24 959                   | 24 454                   | 25 893                   | 112,60                                                       |
| Салипазаръ    | 350          | 20 941                   | 19 623                   | 19 990                   | 57,11                                                        |
| Текекьой      | 320          | 49 462                   | 50 124                   | 52 935                   | 165,40                                                       |
| Терме         | 550          | 77 178                   | 73 615                   | 71 492                   | 130,00                                                       |
| Везиркюпрю    | 1600         | 105 890                  | 101 715                  | 95 097                   | 59,44                                                        |
| Якакент       | 200          | 9560                     | 9074                     | 8685                     | 43,42                                                        |

## Население
Числеността на населението според оценките на Статистическия институт на Турция през годините постоянно нараства – 1 161 207 (1990), 1 209 137 (2000), 1 250 598 (2011), 1 356 079 (2020).

### Етнически състав
Българи – мюсюлмани (помаци)
Във вилаета има 11 селища с предимно българи – мюсюлмани (помаци), 10 села в околия Бафра (Агждаалан, Асар, Дедели, Еникьой, Йералтъ, Капъкая, Кузалан, Селемелик, Сюрмели и Чамалтъ) и 1 в околия Илкадъм (Ашагявдан).

## Политика
- Преобладаващи политически партии на местните избори през 2009 г., по околии:  Републиканска народна партия  Партия на националистическото действие  Партия на справедливостта и развитието  Демократична лява партия
- Преобладаващи политически партии на местните избори през 2014 г., по околии:  Партия на националистическото действие  Партия на справедливостта и развитието
- Преобладаващи политически партии на местните избори през 2019 г., по околии:  Партия на справедливостта и развитието  Партия на националистическото действие  Републиканска народна партия  Партия на доброто